# Teen Spirit (2011)
Teen Spirit (bra: Uma Patricinha de Outro Mundo) é um telefilme estadunidense de 2011, dos gêneros comédia e fantasia, dirigido por Gil Junger, com roteiro de Kathryn McCullough, David Kendall  e Bob Young.
Estrelado por Cassie Scerbo e Lindsey Shaw, Teen Spirit estreou na ABC Family em 7 de agosto de 2011.

## Elenco
- Cassie Scerbo como Amber Pollock
- Lindsey Shaw como Lisa Sommers
- Chris Zylka como Nick
- Elena Varela como Aunt Mariella
- Lucius Baston como Vice Principal Richardson
- Rhoda Griffis como Vesper
- Carissa Capobianco como Paisley
- Andrea Powell como Gillian
- Travis Quentin Young como Colin
- Cullen Moss como Faline
- Allen Williamson como Brandon
- Gabriela Lopez como Carlita

## Trilha sonora
- The Fame - Lady Gaga
- (Drop Dead) Beautiful - Britney Spears feat. Sabi
- Tonight Tonight - Hot Chelle Rae
- Typical - Lindsey Shaw
- Spirit School - Anya Marina
- Till The World Ends - Britney Spears
- Just In Love - Joe Jonas
- Give Me Everything - Pitbull feat. Ne-Yo
- Arms - Christina Perri
- The Edge of Glory - Lady Gaga
- Show Me - Jessica Sutta
- Watch Me Move - Miranda Grace